# Vermicella snelli
Espèce
Synonymes
- Vermicella annulata snelli Storr, 1968

Statut de conservation UICN

 LC  : Préoccupation mineure
Vermicella snelli est une espèce de serpents de la famille des Elapidae.

## Répartition
Cette espèce est endémique d'Australie-Occidentale. Elle se rencontre dans l'ouest du Pilbara.

## Description
Vermicella snelli est un serpent venimeux.

## Publication originale
- Storr, 1968 : The genus Vermicella (Serpentes : Elapidae) in Western Australia and the Northern Territory. Journal of the Royal Society of Western Australia, vol. 50, p. 80-92.